# Petrovice (Slowakei)
Petrovice (ungarisch Trencsénpéteri – bis 1902 Petrovic) ist eine Gemeinde in der Nähe der Stadt Bytča in der nördlichen Slowakei.

## Geographische Lage
Die Gemeinde liegt im Tal des Flüsschens Petrovička im Javorník-Gebirge und gliedert sich neben dem Hauptort in die 3 weiteren Gemeindeteile Magale, Pláne und Setechov (1964 eingemeindet).

## Geschichte

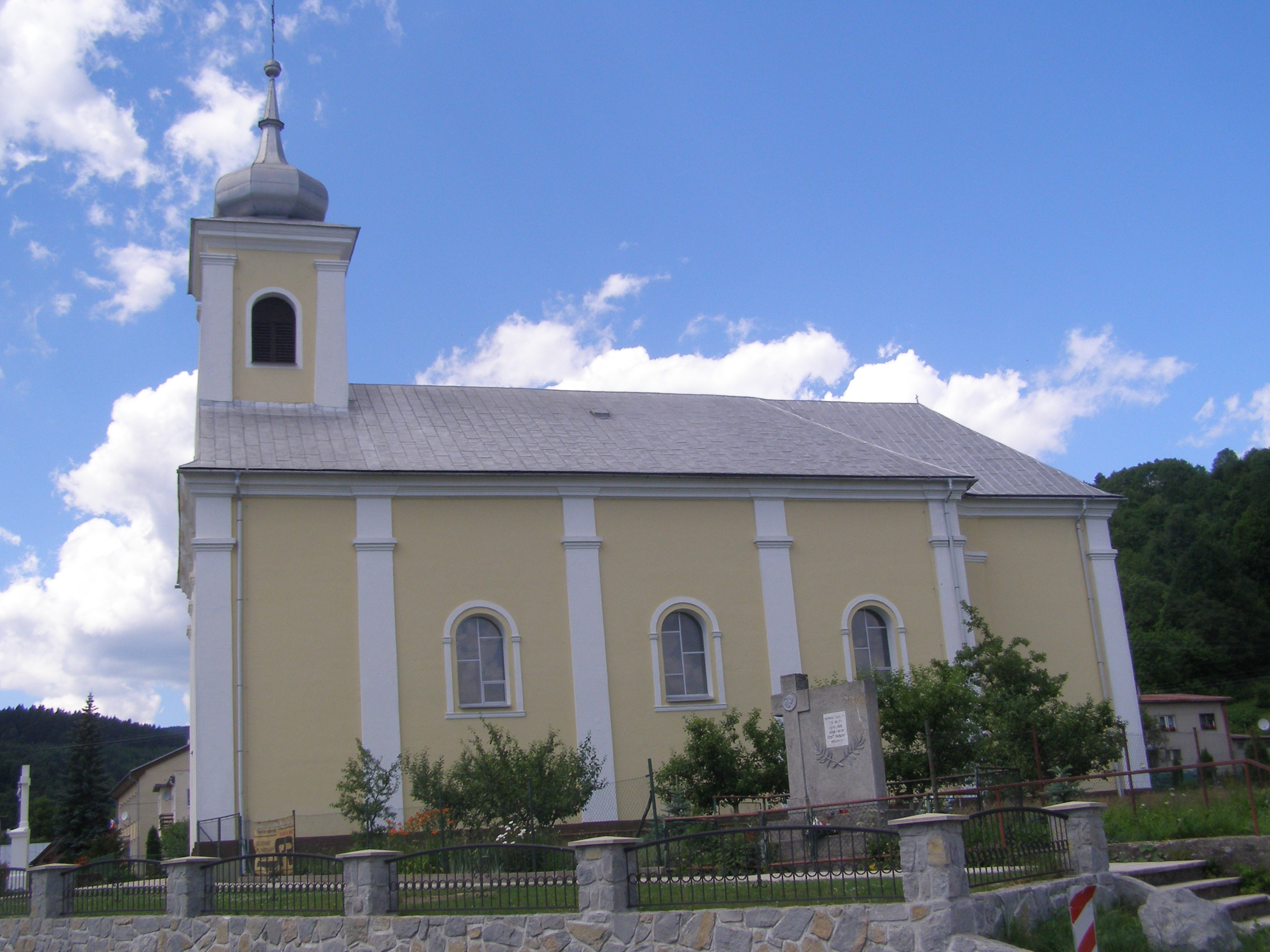
Römisch-Katholische Kirche

Der Ort wurde 1312 zum ersten Mal schriftlich als Petré erwähnt, damals gehörte er zu Herrschaft von Bytča. 1598 bestanden 13 Häuser im Ort und die Einwohner waren in der Landwirtschaft sowie mit Waldarbeiten beschäftigt. Die Kirche im Ort, Jungfrau Maria Geburt geweiht, entstand im 18. Jahrhundert. Während des Zweiten Weltkrieges wurde der Gemeindeteil Magale niedergebrannt, daran erinnert heute eine Gedenktafel im Ort.

## Bevölkerung
| Jahr                | 1994 | 2004    | 2014    | 2024    |
| ------------------- | ---- | ------- | ------- | ------- |
| Anzahl der Personen | 1339 | 1472    | 1559    | 1671    |
| Unterschied         |      | +9,93 % | +5,91 % | +7,18 % |

| Jahr                | 2023 | 2024    |
| ------------------- | ---- | ------- |
| Anzahl der Personen | 1663 | 1671    |
| Unterschied         |      | +0,48 % |